# سیارک ۵۶۱۰
سیارک ۵۶۱۰ (به انگلیسی: 5610 Balster، نامگذاری:2041T-3) پنج هزار و ششصد و دهمین سیارک کشف شده‌است که در ۱۶ اکتبر ۱۹۷۷ کشف شد.
قدر مطلق سیارک برابر ۱۲٫۸۰ است.